# 石爬大咽非鯽
石爬大咽非鯽，為輻鰭魚綱鱸形目隆頭魚亞目慈鯛科的其中一種，分布於非洲馬拉威湖流域，為特有種，體長可達16公分，棲息在岩石洞穴水域，以其他魚類排泄物為食，生活習性不明，可作為觀賞魚。

## 擴展閱讀
維基物種上的相關：石爬大咽非鯽